# Kerkgebouw

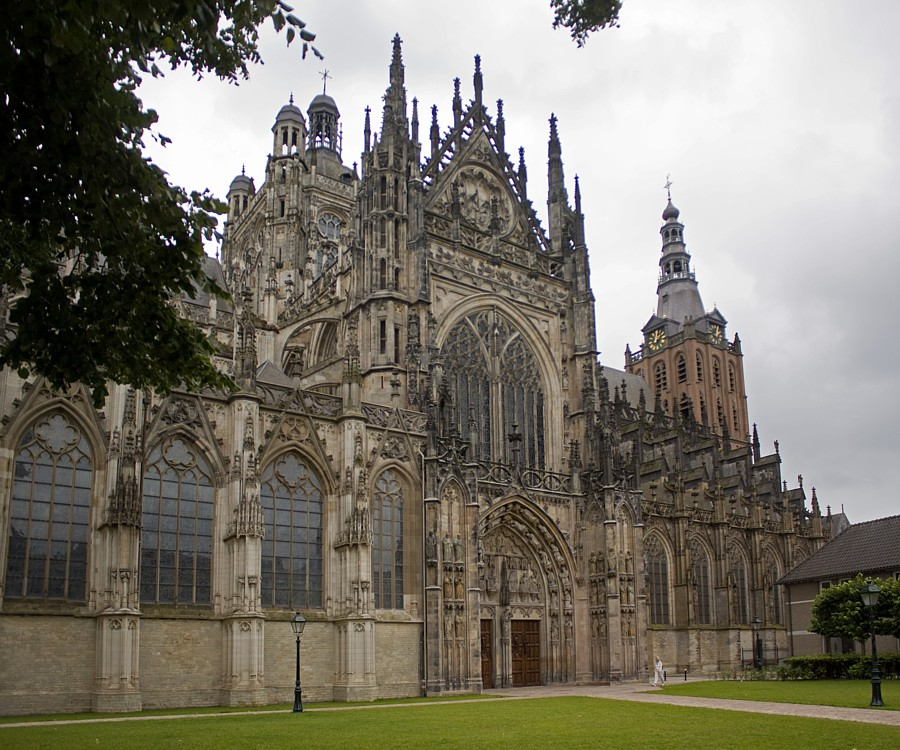
De Sint-Janskathedraal in 's-Hertogenbosch is de grootste kathedraal van Nederland

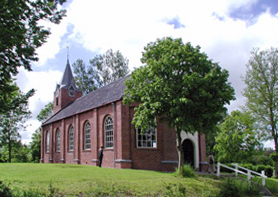
De kluiskerk te Warfhuizen

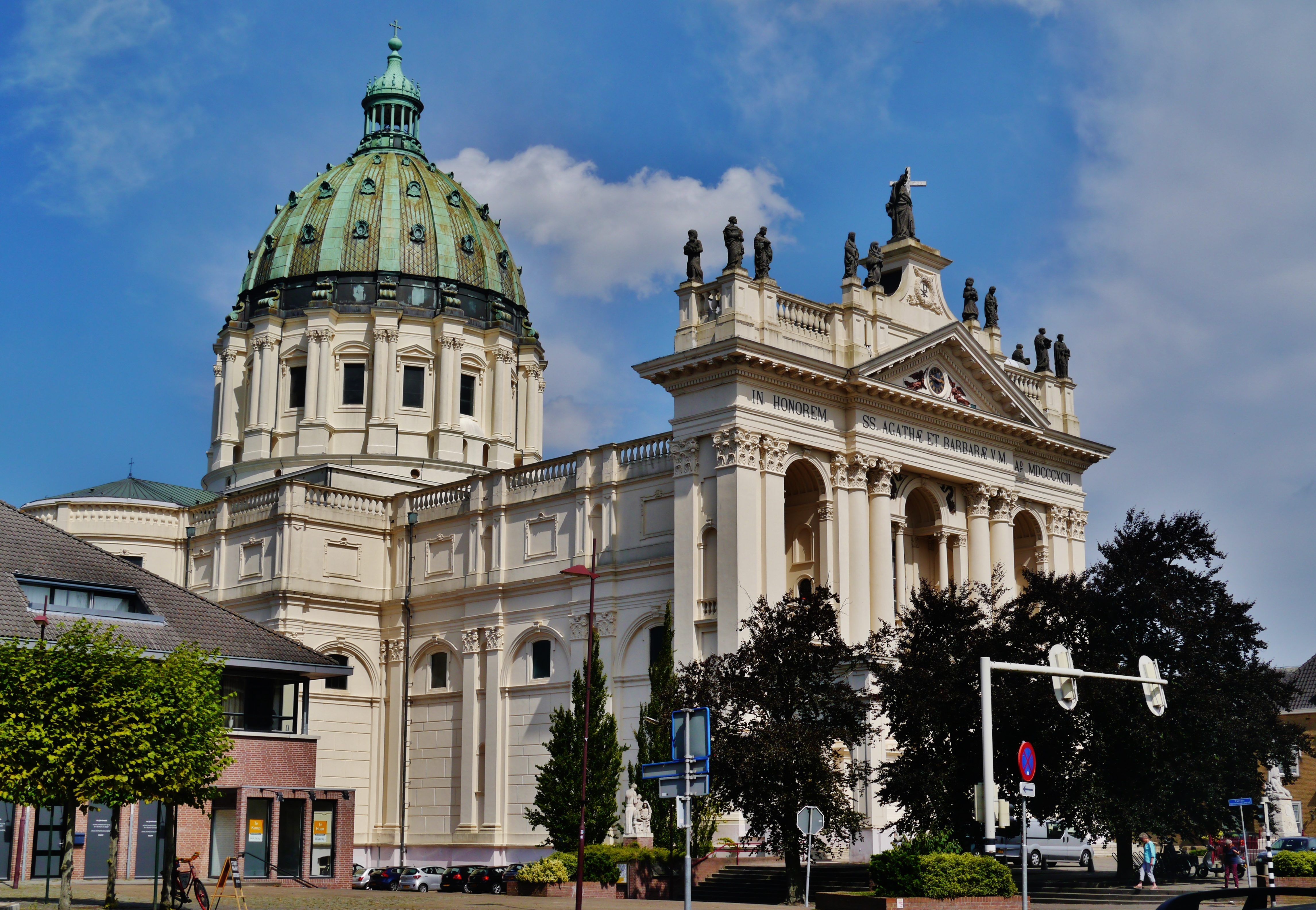
De Basiliek van de H.H. Agatha en Barbara in Oudenbosch

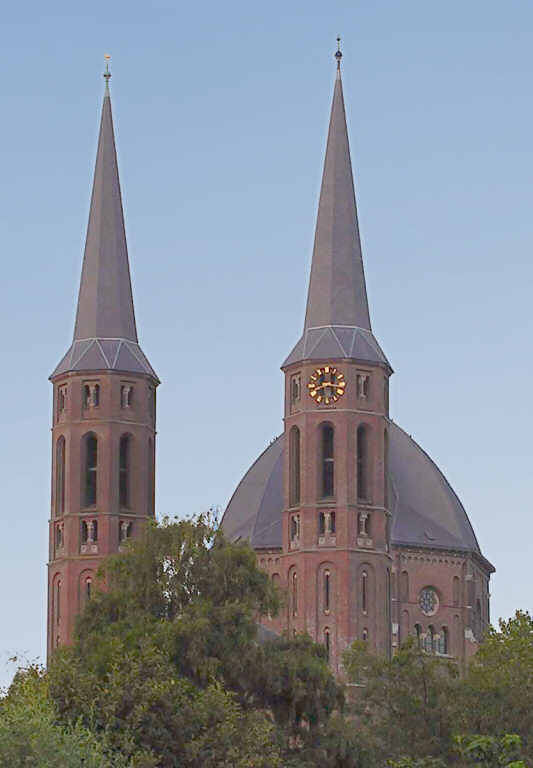
De rooms-katholieke kruiskerk van Uden, in neo-romano-gotische stijl

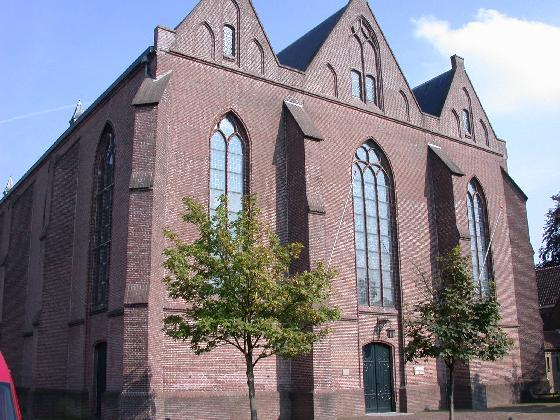
De rooms-katholieke hallenkerk van Vianen

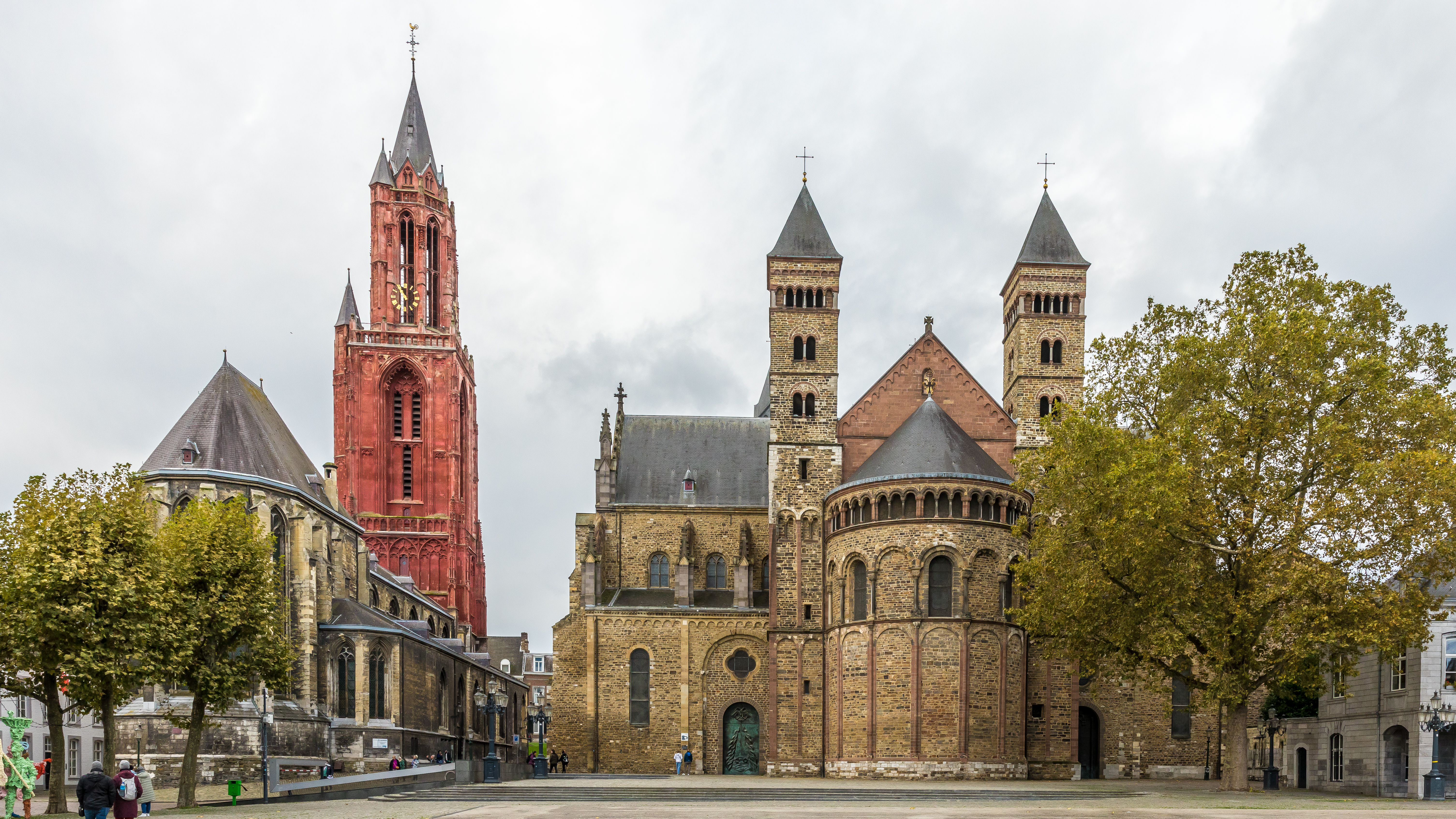
De Sint-Janskerk (links) en de Sint-Servaasbasiliek (rechts) in Maastricht

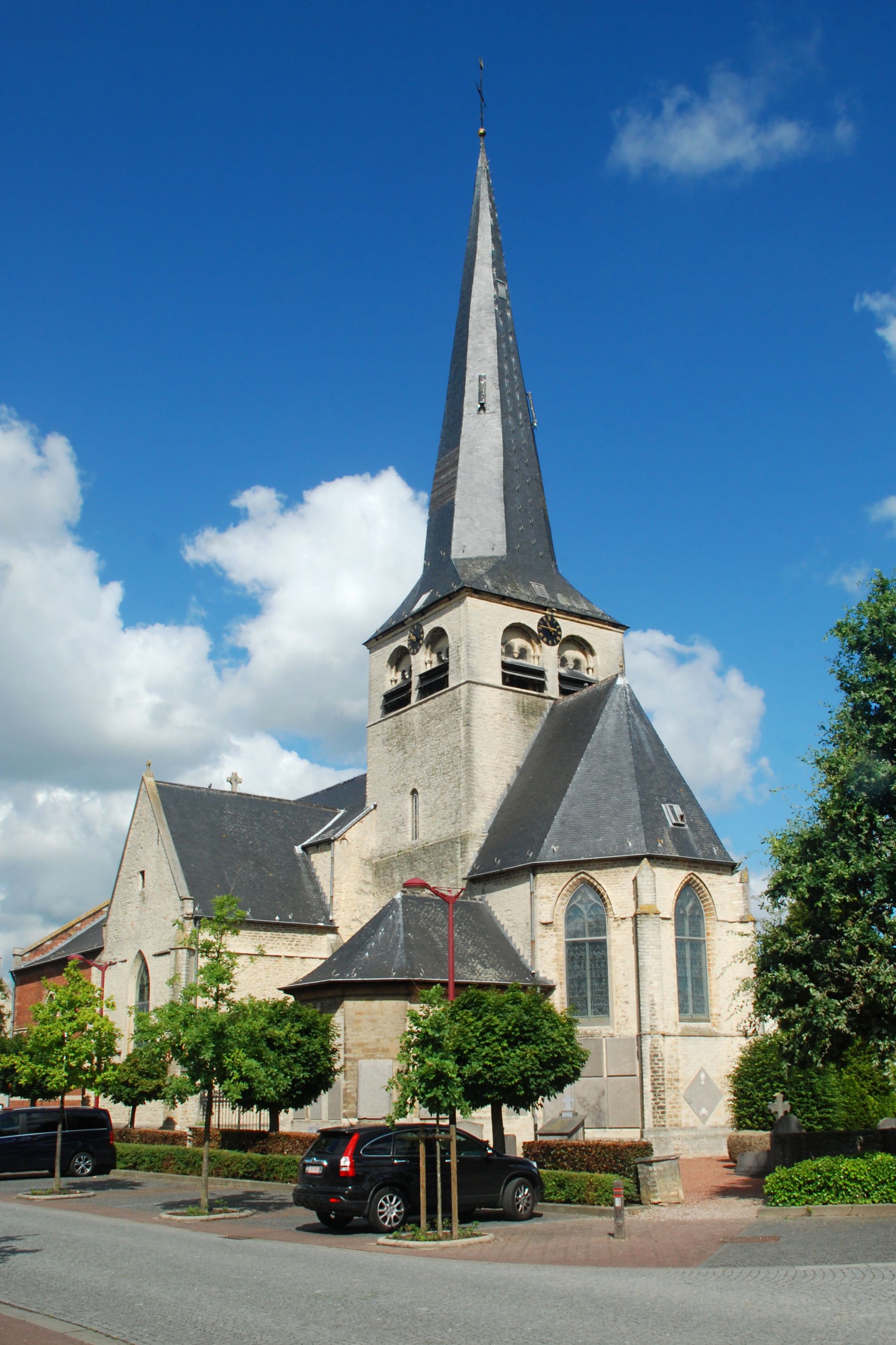
Sint-Niklaaskerk, Perk, België

Kerk van de Verlosser op het Bloed, Sint-Petersburg

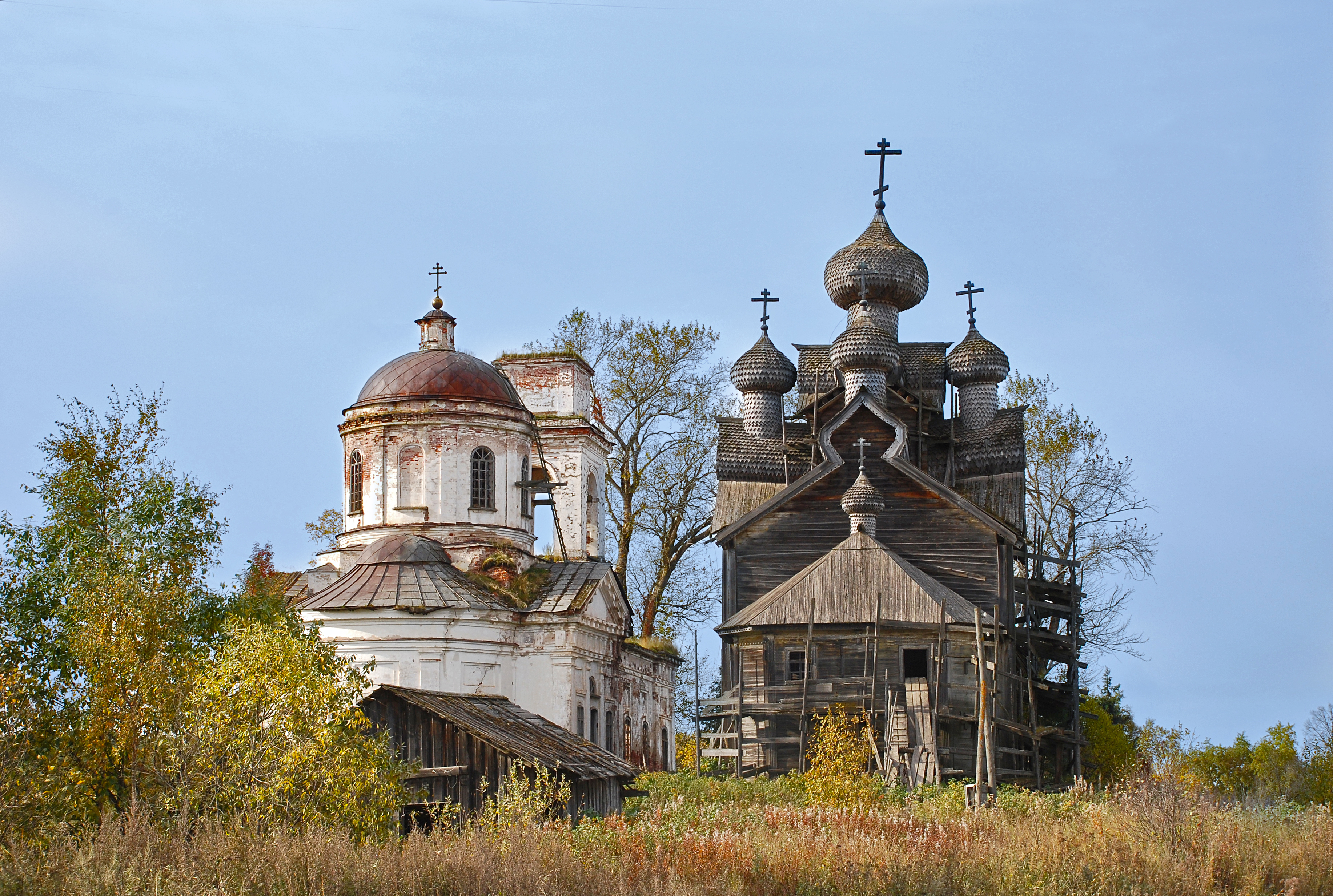
Kerken in Paltoga, Oblast Vologda, Rusland

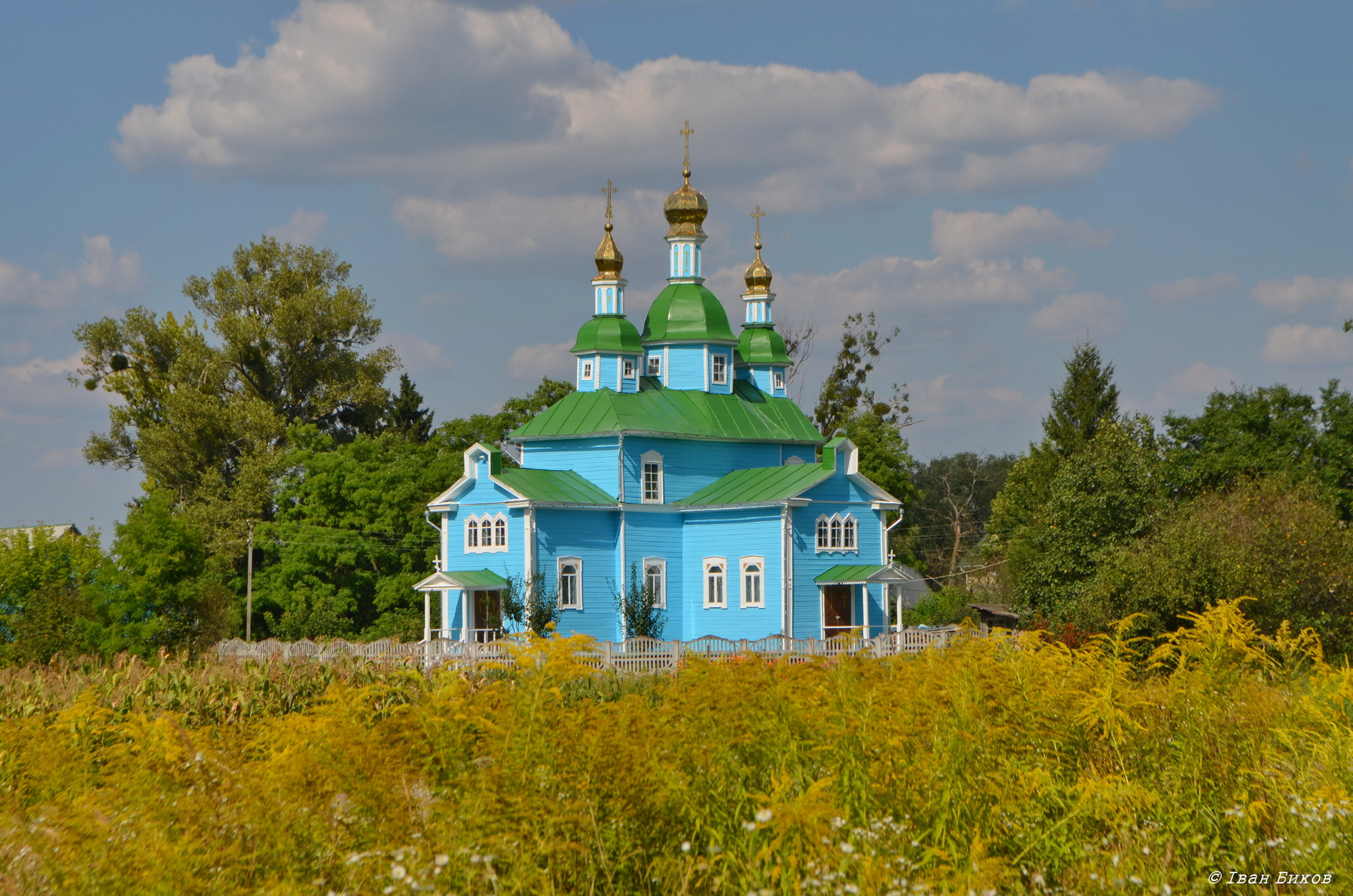
St. Onuphriuskerk, Lipovy Skitok, Oblast Kyiv, Oekraïne

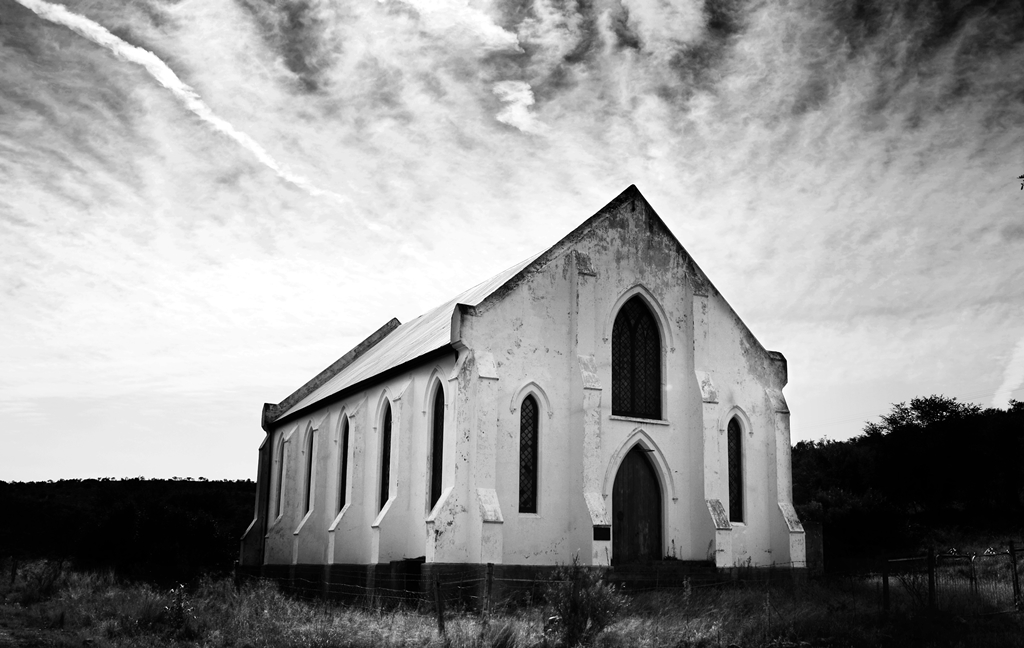
Nederlandse Hervormde Kerk in het Bedford District, Zuid-Afrika

Een kerkgebouw of kerk (uit het Grieks: Κυριακη (οικια); kyriakon = huis des Heren) is een gebouw waar christenen hun  godsdienstoefeningen houden. Een kerk wordt ook wel bedehuis, gebedshuis, Godshuis of tempel genoemd. Veel kerkgebouwen zijn monumenten en in de meeste westerse steden en dorpen staat de kerk centraal in het centrum.

## Beknopte geschiedenis
De eerste christenen kenden geen kerken maar kwamen bijeen op iedere geschikte plaats. De Grot van Sint Petrus nabij Antiochië is daarvan een voorbeeld. Pas na enkele eeuwen werden gebouwen speciaal voor de eredienst gebouwd. De oudste bekende kerk is de Huiskerk van Dura Europos in het oosten van Syrië uit de eerste helft van de derde eeuw.
Een belangrijke stimulans voor de kerkenbouw was het Constantijn de Grotes Edict van Milaan van 313, waardoor de christelijke kerk in het Romeinse Rijk gelegaliseerd werd. De eerste kerken kenmerken zich door een grote variëteit in vormen, maar vanaf de tweede helft van de 4e eeuw wordt de basiliek het meest voorkomende bouwtype. De kerkenbouw in het Oost-Romeinse Rijk wordt gekenmerkt door een neiging tot centraalbouw.
Vanaf het einde van de Eerste Wereldoorlog loopt de ontwikkeling van de kerkenbouw grotendeels samen met die van de profane architectuur.

## Religieuze visies
Rooms-katholieken en oosters-orthodoxen beschouwen een kerkgebouw dat gewijd is als kerk als huis van God. Dat betekent dat men zich in de kerk eerbiedig gedraagt. Er worden bijvoorbeeld in de Sint Pieterskerk te Rome eisen aan de kleding van bezoekers, ook van toeristen, gesteld. Uit de gedachte dat een kerkgebouw een huis van God is, komt ook de wens voort om zo veel mogelijk open te zijn voor bezoekers die er kunnen bidden. Een kerkgebouw kan dan ook niet zomaar een andere bestemming krijgen; het moet eerst officieel aan de eredienst onttrokken worden. Vaak bevindt zich de doopkapel bij de ingang, zodat een ongedoopte gedoopt kan worden alvorens de kerk binnen te gaan.
Protestanten beschouwen niet het gebouw zelf, maar de mensen die de gemeenschap vormen als huis van God. Dit verklaart, waarom in de Franse taal voor protestantse kerkgebouwen het woord temple  (tempel) gebruikt wordt voor het kerkgebouw en het begrip église (kerk) de geloofsgemeenschap aanduidt. Een uitzondering hierop geldt voor de lutheranen en voor het Zwitserse Frans, waar men steeds église zegt. Toch zullen ook protestanten hun kerk met respect bejegend willen zien en zijn er evangelische gemeenten die een ruimte met een speciaal gebed reinigen alvorens er samen te komen.

### Herbestemming
Als gevolg van de ontkerkelijking stelde zich vanaf het eind van de 20ste eeuw de kwestie van een eventuele herbestemming van sommige kerken. In België wordt dit proces door kerkelijke en gemeentelijke besturen, en expertisecentra zoals Parcum begeleid in een kerkenbeleidsplan, waarin over een tijdspanne van tien jaar of meer eventuele nieuwe functies voor de kerkgebouwen ingevuld worden.

## Bouwstijlen kerken

### Vroegchristelijke bouwkunst
De eerste kerken waren huiskerken of huiskapellen, waar christenen heimelijk samenkwamen. Nadat in 313 het Edict van Milaan was uitgevaardigd, zijn verschillende kerken gebouwd door keizer Constantijn de Grote. Enkele voorbeelden zijn de Oude Sint-Pietersbasiliek in Rome, de Geboortekerk in Bethlehem, de Heilige Grafkerk in Jeruzalem en de Dom van Trier in Trier.

### Byzantijnse architectuur
Het Byzantijnse Rijk nam veel van de bouwstijl van de Romeinen over en vooral onder keizer Justinianus I de Grote werden diverse belangrijke kerken gebouwd. Bekende voorbeelden zijn de Hagia Sophia in Constantinopel (het huidige Istanboel) en de Basiliek van San Vitale in Ravenna in Italië.

### Romaanse Stijl
In het Karolingische Rijk worden de Romeinse bouwmethodes verder ontwikkeld en verspreid naar gebieden waar deze kennis verloren was gegaan. Uit de Karolingische architectuur komt in de 9de eeuw de romaanse stijl voort, waarin een toenemende drang tot verticaliteit zich uit in de bouw van torens. Deze romaanse architectuur kenmerkt zich verder door het gebruik van ronde vormen, dikke muren en kleine vensters en vindt toepassing in de westerse christelijke wereld.

### Gotiek
Door de opkomst van de gotiek, die door een ingenieuze skeletconstructie de bouw van zeer hoge en goed verlichte kerken mogelijk maakt, wordt de romaanse stijl vanaf de 12de eeuw in grote delen van Europa verdrongen, al vindt er in sommige streken een tijdelijke symbiose tussen de twee stijlen plaats in de vorm van de romanogotiek. Gotiek zorgde voor een wedloop tussen steden, staten en gewesten om wie het hoogst en grootst kon bouwen, soms met rampzalige gevolgen.
Tot ver in de 16de eeuw is de gotiek de kerkelijke bouwstijl bij uitstek. De stijl wordt, behalve door een grote verticaliteit, gekenmerkt door spitsbogen en een grote mate van ornamentiek. De neogotiek en de andere daaruit voortgekomen neostijlen zijn tot ver in de 20ste eeuw toonaangevend.
Gotiek dankt haar naam aan intellectuelen in de 19de eeuw die de stijl protserig en barbaars vonden. Vandaar is het vernoemd naar de Goten, bekend als plunderaars van bijvoorbeeld Rooms grondgebied vanaf 237 na Christus.

### Renaissance
De gotiek wordt vanaf de 16de eeuw vervangen door de renaissance, een stijl die in eerste instantie vooral van belang is in Italië maar al snel verspreid wordt over Europa. De architectuur van de renaissance grijpt sterk terug op de architectuur uit de Oudheid en kent een voorkeur voor centraalbouw, eventueel in combinatie met de traditionele basilicale opzet.

### Barok
Na de reformatie zijn het vooral de protestanten die de renaissance-architectuur verder gebruiken. Het katholieke antwoord hierop is de barok.

### Classicisme
In de loop der 18de eeuw vindt het classicisme algemene toepassing, zowel bij protestanten als katholieken. Rond de eeuwwisseling en later gaat dit classicisme over in het neoclassicisme, en de neoromaanse en -gotische stijlen. De 19de eeuw wordt daarna gekenmerkt door het eclecticisme, een herwaardering voor de bouwstijlen uit de Middeleeuwen en het zoeken naar modernismen.

## Structuur van het kerkgebouw
Een in het oog springend onderdeel van een kerk is de vaak aanwezige kerktoren. Voor veel termen betreffende de kerkbouw zie: Lijst van termen in de bouwkunde.

## Soorten kerken naar oorsprong of status
- kapel
- kathedraal (Lijst van grote kathedralen)
- domkerk
- schuilkerk
- waterstaatskerk

## Soorten kerken naar bouwkundige vorm
- kruiskerk (Lijst van grootste kerken)
- basiliek (Lijst van basilieken)
- hallenkerk
- koepelkerk en kruiskoepelkerk
- staafkerk
- stolpkerk
- zaalkerk